# Adiós, idiotas
Adiós, idiotas (título original en francés: Adieu les cons ) es una película de comedia dramática francesa de 2020 escritay dirigida por Albert Dupontel. La película está protagonizada por Virginie Efira , Dupontel y Nicolas Marié .
La película fue ganadora en los Premios César a la Mejor Película y fue candidata en los Premios Goya en la  categoría de Mejor Película Europea.

## Sinopsis
Suze descubre que está totalmente enferma y decide buscar al hijo que se vio obligada a abandonar cuando tenía 15 años. La odisea administrativa la lleva a conocer a JB y al señor Blin, quienes la ayudan en su misión.

## Reparto
- Virginie Efira como Suze Trappet
- Albert Dupontel como Jean-Baptiste Cuchas
- Nicolas Marié como Serge Blin
- Jackie Berroyer como Dr. Lint
- Philippe Uchan como Kurtzman
- Bastien Ughetto como Adrien
- Marilou Aussilloux como Clara

## Lanzamiento
La película se estrenó el 21 de octubre de 2020 en Francia.

## Premios
* Fuente: Página de la película en IMDb. 
| Año  | Premio o festival | Categoría                | Nominado                                       | Resultado |
| ---- | ----------------- | ------------------------ | ---------------------------------------------- | --------- |
| 2021 | Premios César     | Mejor película           | Albert Dupontel                                | Ganador   |
| 2021 | Premios César     | Mejor dirección          | Albert Dupontel                                | Ganador   |
| 2021 | Premios César     | Mejor actor              | Albert Dupontel                                | Nominado  |
| 2021 | Premios César     | Mejor actriz             | Virginie Efira                                 | Nominada  |
| 2021 | Premios César     | Mejor actor secundario   | Nicolas Marié                                  | Ganador   |
| 2021 | Premios César     | Mejor guion original     | Albert Dupontel                                | Ganador   |
| 2021 | Premios César     | Mejor decorado           | Carlos Conti                                   | Ganador   |
| 2021 | Premios César     | Mejor vestuario          | Mimi Lempicka                                  | Nominada  |
| 2021 | Premios César     | Mejor sonido             | Jean Minondo, Gurwal Coïc-Gallas y Cyril Holtz | Nominados |
| 2021 | Premios César     | Mejor música original    | Christophe Julien                              | Nominado  |
| 2021 | Premios César     | Mejor fotografía         | Alexis Kavyrchine                              | Ganador   |
| 2021 | Premios César     | Mejor montaje            | Christophe Pinel                               | Nominado  |
| 2021 | Premios César     | César de los estudiantes | Adiós, idiotas                                 | Ganador   |
| 2021 | Premios Lumières  | Mejor película           | Albert Dupontel                                | Nominado  |
| 2021 | Premios Lumières  | Mejor dirección          | Albert Dupontel                                | Nominado  |
| 2021 | Premios Lumières  | Mejor actriz             | Virginie Efira                                 | Nominada  |
| 2021 | Premios Lumières  | Mejor actor              | Albert Dupontel                                | Nominado  |
| 2022 | Premios Goya      | Mejor película europea   | Adiós, idiotas                                 | Nominada  |
| 2022 | Premios Magritte  | Mejor actriz             | Virginie Efira                                 | Nominada  |